# Miloš Petera (malíř)
Miloš Petera (1. listopadu 1937 Hradec Králové – 10. října 2024 Dvůr Králové nad Labem) byl český malíř a grafik.

## Život
Miloš Petera studoval na Umělecko-průmyslové škole v Brně u prof. K. Jílka. Od roku 1973 pracoval ve svobodném povolání. Žil a pracoval ve Dvoře Králové nad Labem. Do roku 1990 byl členem Svazu Českých výtvarných umělců, od roku 1991 byl členem Unie výtvarných umělců České republiky. V letech 1998–2001 byl kurátorem Sporckovy galerie na zámku Kuks.

## Dílo
Petera patří ke generaci, která v těsném sledu za prvními iniciátory, musela obrátit svou pozornost, soustředěnou na konci 50. let na dominantní abstraktní a informelní tendence, k podnětům, které v 60. letech vyvolala v život civilizační hypertrofie, svět plný nových cílů a tužeb, a které dnes spojuje dějepis umění s takovými pojmy jako nová figurace, letrismus, pop či op art a další.
Také Petera se tehdy dal cestou materiálových objektů, asambláží a frotáží v duchu arte povera a informelu. Ještě ve druhé polovině 60. let vznikl cyklus lyrických abstrakcí a objektů (například Modlitba pro zemi) ve svém základu odvozených z předešlých zkušeností. Ale trvalo jen několik let a jeho obrazy a kresby zaměnily temný reliéf a mechanické strukturování plochy za výtvarnou hru s prvky vezdejšího světa. Od počátku 70. let se již Peterův výtvarný postup definoval do podoby, která se stala pro další dvě dekády jeho práce téměř závaznou a pro kterou hledal své inspirační zdroje především v oblasti nové figurace a nové věcnosti.
Ve svých tématech se autor tehdy poprvé obrátil k tématu konfliktu civilizace a přírody. V tehdejších dílech, jako například v Nostalgické krajině nebo Hnízdě, využil svou bohatou zkušenost z frotáží, jejichž rukopis aplikoval nyní na malbu. Smysl pro dramatickou roztržku mezi člověkem a přírodou a originální pracovní postup mu při kombinaci malířských technik dovolovaly organizovat plochu jako záznam novodobého osudového střetu do formy ekologických apelů. V polovině 80. let dochází ke zklidnění v dramatické ploše jeho obrazů. Mizí materiálová řeč frotáží a struktura podkladů, tlumená barevnost, lyrický tón i poetické ladění a časté intimní téma zátiší svědčí o proměně malířova prožívání světa. Do tvorby 90. let se pak vrátila řada témat a materiálů jakoby dříve odložených. Nové obrazy přinášejí ostré, plné a syté barevné tóny, geometrické prvky prolínají s abstraktními poli a z plochy opět prostupují struktury – zpočátku jako amorfní hmota, později jako otisk technických stop.
Už názvy obrazů svědčí o tom, že prostřednictvím specifických možností a vlastností své malby vytváří další variace na svá základní témata – civilizační konflikt, lyrickou a poetickou povahu všedního lidského života a intimní časové reminiscence. Jejich obrazový ekvivalent nalezneme ve Ztracených rájích dětství či Ohrožených stromech.
Obrazům posledních let, které si podržují veškerou formální výzbroj minulého desetiletí, dominují otisky ve strukturách, jejichž podíl na celkové ploše obrazu roste. Roste také skepse, se kterou autor pohlíží na náš svět, a svůj názor tlumočí v obrazech jako Splín či v Krutých dnech předjaří. Svět, jeho dynamika i existence stále více závisejí na naší schopnosti přesné sebereflexe. Chceme-li vidět svůj osud a svou roli jasně, spíše než dokonalou rozpoznávací schopnost predátorů, potřebujeme v současnosti invenci a intelekt, potřebujeme být vidoucí! Joseph Beuys tuto potřebu formuloval z poněkud jiného břehu, když definoval umění jako vědu o svobodě – při níž jsou žáky všichni – jak divák, tak také umělec. Schopnost vyhovět ve své práci nárokům obou těchto tvůrčích imperativů považuji za nejprogresivnější vlastnost prací malíře Miloše Petery.